# Trường Đại học Phạm Văn Đồng
Trường Đại học Phạm Văn Đồng (tiếng Anh: Pham Van Dong University) là một trường đại học công lập đa ngành tại Thành phố Quảng Ngãi, trường đã được hệ thống Đại học Đà Nẵng kiểm định và đảm bảo về chất lượng đào tạo của trường. Trường hiện trực thuộc Bộ giáo dục và đào tạo.
Trường Đại học Phạm Văn Đồng được thành lập theo quyết định số 1168/QĐ-TTg của Thủ tướng chính phủ ký ngày 7 tháng 9 năm 2007 trên cơ sở nâng cấp trường Cao đẳng Sư phạm Quảng Ngãi và Trường Cao đẳng cộng đồng Quảng Ngãi.

## Tuyển sinh đại học
| STT | Tên ngành                 | Tổ hợp môn         |
| 1   | Sư phạm Tin học           | A00; A01; D01; D72 |
| 2   | Sư phạm Vật lý            | A00; A01; D90      |
| 3   | Sư phạm Ngữ văn           | C00; D78           |
| 4   | Sư phạm Tiếng Anh         | D01; D72; D96      |
| 5   | Ngôn ngữ Anh              | D01; D72; D96      |
| 6   | Công nghệ thông tin       | A00; A01; D01; D72 |
| 7   | Công nghệ kỹ thuật cơ khí | A00; A01; D90      |

|-
|8
|Kỹ thuật cơ điện tử
|A00; A01; D90
|}